# 25 tháng 9
Ngày 25 tháng 9 là ngày thứ 268 (269 trong năm nhuận) trong lịch Gregory. Còn 97 ngày trong năm.

## Sự kiện
- 275 – Tacitus được Viện nguyên lão chọn làm hoàng đế mới của La Mã.
- 1066 – Quân đội Anh giành chiến thắng quyết định trước quân đội Na Uy trong trận Stamford Bridge.
- 1924 – Tháp Lôi Phong tại Hàng Châu, Trung Quốc bị sụp đổ, tháp được phục dựng vào năm 1999.
- 1513 – Nhà thám hiểm Vasco Núñez de Balboa đứng trên đỉnh núi ở Darién, Panama, trở thành người châu Âu đầu tiên nhìn thấy Thái Bình Dương từ bên Tân Thế giới; vài ngày sau, ông đặt tên nó là Mar del Sur, tức là "Nam Dương".
- 1944 – Chiến tranh thế giới thứ hai: Quân đội Đồng Minh thất bại chiến lược trước quân đội Đức trong Chiến dịch Market Garden.
- 1949 – Nhà lãnh đạo lực lượng Quốc Dân đảng tại Tân Cương là Đào Trĩ Nhạc gửi điện đầu hàng Quân Giải phóng Nhân dân Trung Quốc.
- 1951 – Chiến tranh Đông Dương: Lực lượng Việt Minh vượt sông Hồng tiến vào khu vực Tây Bắc, mở đầu Chiến dịch Lý Thường Kiệt.
- 1964 – Mặt trận Giải phóng Mozambique bắt đầu tiến hành chiến tranh du kích nhằm giành độc lập từ Bồ Đào Nha.
- 1969 – Hiến chương thành lập Tổ chức Hội nghị Hồi giáo được ký kết tại Rabat, Maroc.

## Sinh
- 1198 – Kim Ai Tông Hoàn Nhan Thủ Lễ (m. 1234)
- 1711 – Càn Long, Hoàng đế nhà Thanh (m. 1799)
- 1823 – Nguyễn Phúc Gia Trinh, phong hiệu Mậu Hòa Công chúa, công chúa con vua Minh Mạng (m. 1885)
- 1866 – Thomas Hunt Morgan, nhà sinh học Mỹ, giải Nobel Sinh lý và Y khoa năm 1933
- 1881 – Lỗ Tấn, nhà văn Trung Quốc
- 1897 – William Faulkner, tiểu thuyết gia người Mỹ
- 1906 – Dmitry Dmitrievich Shostakovich, nghệ sĩ dương cầm và nhà soạn nhạc người Nga (m. 1975)
- 1929 – Barbara Walters, tác giả người Mỹ và nhân vật truyền hình
- 1930 – Shel Silverstein, nhà thơ người Mỹ, ca sĩ, nhạc sĩ, họa sĩ truyện tranh...
- 1932 – Glenn Gould, nghệ sĩ piano người Canada (m. 1982)
- 1944 – Michael Douglas, nam diễn viên điện ảnh, nhà sản xuất phim Hoa Kỳ
- 1952 – Christopher Reeve, diễn viên người Mỹ, đạo diễn, nhà sản xuất, nhà biên kịch, nhà hoạt động chính trị
- 1961 – Heather Locklear, diễn viên người Mỹ
- 1968 – Will Smith, diễn viên và ca sĩ người Mỹ
- 1969 – Catherine Zeta–Jones, diễn viên người Wales
- 1982 – Hyun Bin, nam diễn viên người Hàn Quốc

## Mất
- 1914 – Theodore Nicholas Gill, nhà động vật học người Mỹ (s. 1837).
- 1984 – Đặng Thai Mai, giáo sư, nhà giáo, nhà phê bình văn học Việt Nam, nguyên là Bộ trưởng Bộ Giáo dục, và Viện trưởng đầu tiên Viện Văn Học Việt Nam. (s. 1902)
- 1969 – Chuon Nath, Giáo sư, Đại văn hào, Thiên tài ngôn ngữ học, Quyền trưởng Bộ Giáo dục, Viện chủ chùa Ounalom, Tăng hoàng Campuchia.